# Kościół św. Ducha w Żaganiu
Kościół pw. Świętego Ducha w Żaganiu – rzymskokatolicki kościół filialny należący do żagańskiej parafii Wniebowzięcia Najświętszej Maryi Panny. Mieści się w Żaganiu, w województwie lubuskim. Należy do dekanatu Żagań diecezji zielonogórsko-gorzowskiej.

## Historia
Zakon kanoników regularnych św. Augustyna po sprowadzeniu do Żagania w 1284 roku objął we władanie mieszczącą się poza obrębem murów miejskich kaplicę pod wezwaniem Ducha Świętego. W 1541 roku świątynia została czasowo przejęta przez protestantów, następnie przestano w niej odprawiać nabożeństwa. Na początku wojny trzydziestoletniej została zniszczona, ale w 1622 roku opat Paweł III Weiner wybudował nowy masywny kościół. W latach 1701–1702 świątynia została przebudowana w stylu późnobarokowym. W 1785 roku została podwyższona wieża.